# Religião no Montenegro

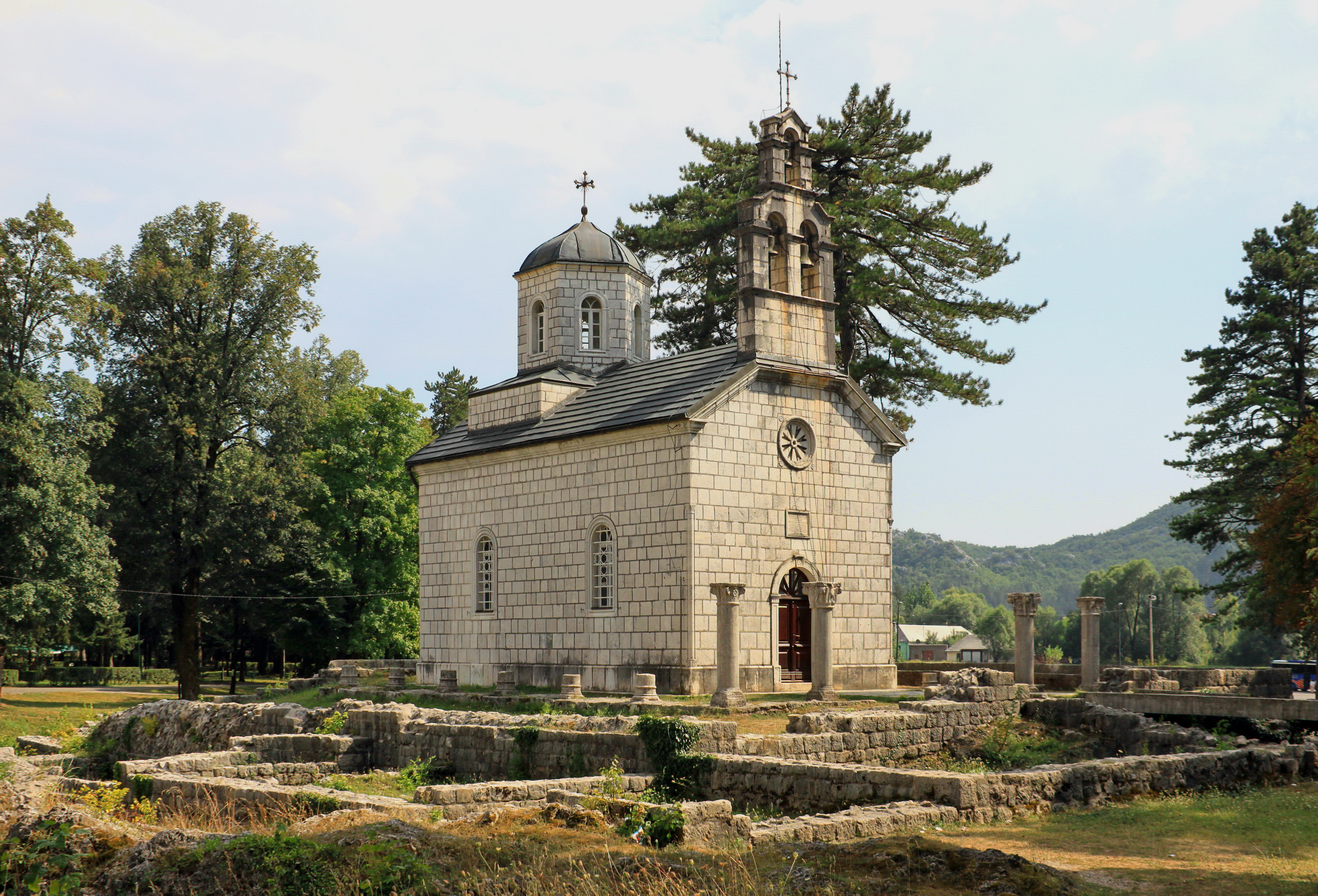
Igreja em Cetinje, Montenegro

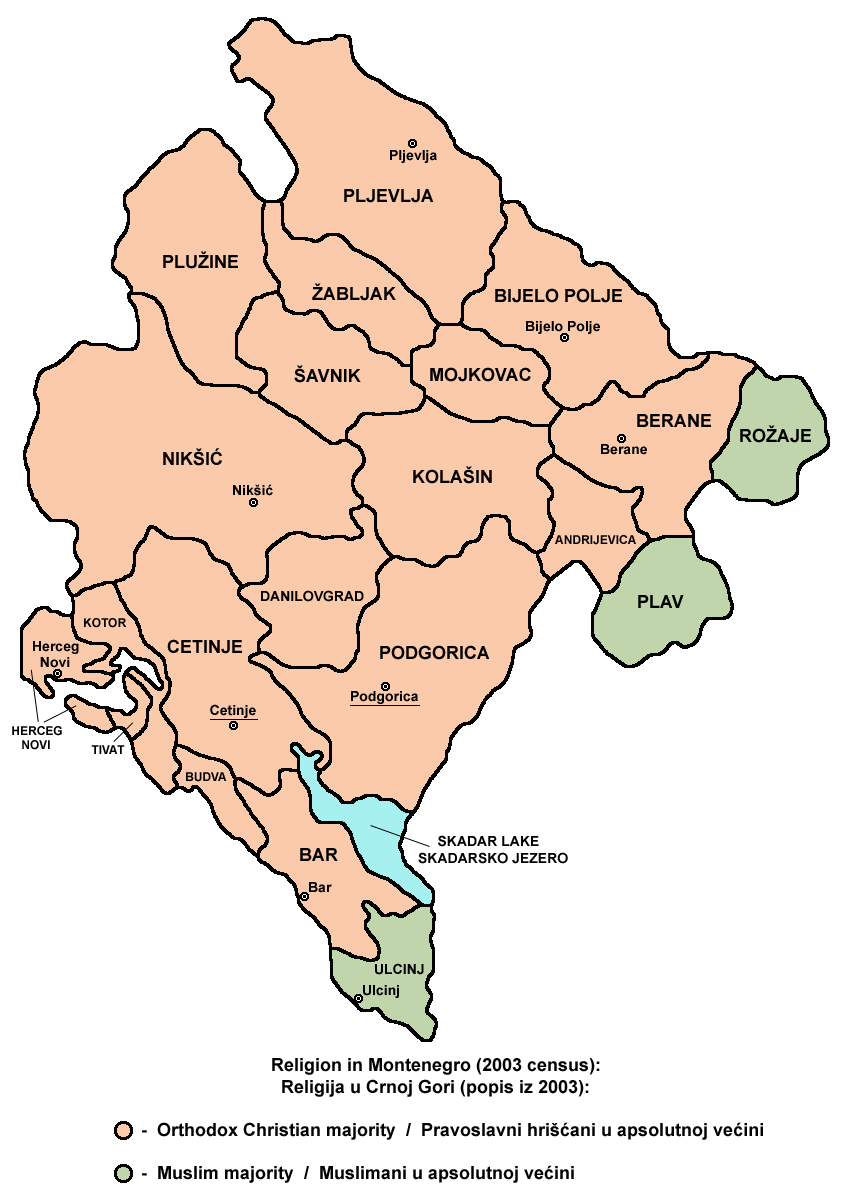
Mapa temático da República do Montenegro por religião mais professada

De acordo com Association of Religion Data Archives (ARDA) a grande maioria da população do Montenegro é seguidora do Cristianismo, sendo esta fé partilhada por 78% dos montenegrinos. A segunda maior religião do país é o Islão seguido por cerca de 16% da população, seguem-se os agnósticos que são 5% e os ateus que são menos de 1% da população.
| Religião no Montenegro | Religião no Montenegro | Religião no Montenegro | Religião no Montenegro | Religião no Montenegro |
| ---------------------- | ---------------------- | ---------------------- | ---------------------- | ---------------------- |
| Religião               |                        |                        | % aprox.               |                        |
| Cristãos               | Cristãos               |                        | 77,67%                 | 77,67%                 |
| Muçulmanos             | Muçulmanos             |                        | 16,45%                 | 16,45%                 |
| Agnósticos             | Agnósticos             |                        | 5,03%                  | 5,03%                  |
| Ateus                  | Ateus                  |                        | 0,85%                  | 0,85%                  |

A maior denominação do país é a Igreja Ortodoxa seguida por 460 383 pessoas ou seja 74,24% dos montenegrinos, segue-se o Islão e os fiéis da Igreja Católica não havendo para além destas três nenhuma outra denominação religiosa que passe o 1%. 